# Eurysops similis
Eurysops similis là một loài bọ cánh cứng trong họ Cerambycidae.